# Хвылевка
Хвылевка (укр. Хвилівка) (преж. название - с. Филевка) — село в Нежинском районе Черниговской области Украины. Население 306 человек. Занимает площадь 0,552 км².
Код КОАТУУ: 7423388904. Почтовый индекс: 16651. Телефонный код: +380 4631.

## Власть
Орган местного самоуправления — Талалаевский сельский совет. Почтовый адрес: 16651, Черниговская обл., Нежинский р-н, с. Талалаевка, ул. Незалежности, 8.